# Ulsan
Ulsan (korejsky 울산; 蔚山) je město v Jižní Koreji. Se svým 1,1 milionem obyvatel jde o sedmé největší město v Jižní Koreji podle počtu obyvatel. Není součástí žádné provincie, ale má statut metropolitního města. Na jihu sousedí s metropolitním městem Pusan.

## Administrativní dělení
Město se dělí na 4 čtvrtě (gu) a 1 okresu (gun):
- Puk-gu (북구)
- Tong-gu (동구)
- Čung-gu (중구)
- Nam-gu (남구)
- Uldžu-gun (울주군)

## Infrastruktura
Doprava je v Ulsanu na velmi dobré úrovni. Funguje zde městská hromadná doprava, která jezdí včas. Na okraji města také funguje městské letiště, na rozdíl od mezinárodního letiště Kimpcho přepraví o 20 spojů více.

## Vzdělání
Ve městě působí řada středních škol a vysokoškolské vzdělání zajišťuje University of Ulsan, která je známá především díky sportovním akcí, které zde hostí. Zejména pak Korejskou basketbalovou ligu (KBL).

## Partnerská města
- Čchang-čchun, Čínská lidová republika (1997)
- Čennaí, Indie (2016)
- Hagi, Japonsko (1981)
- Khang Hoa, Vietnam (2002)
- Kocaeli, Turecko (2002)
- Montevideo, Uruguay (2012)
- Portland, USA (1987)
- Santos, Brazílie (2002)
- Tomsk, Rusko (2003)
- Wu-si, Čínská lidová republika (2006)